# Anserico
Anserico de Caamaño (m. c. 653 o 655) fue un religioso visigodo del siglo VII, que debió titularse obispo de Segovia al menos entre 633 y 653.
Perteneció a la noble familia gallega de los Caamaño, del reino suevo, descendientes de García de Caamaño, fundador de Villagarcía de Arosa. Gregorio de Argaiz le hace pariente de Talasio de Caamaño (m. 630), obispo de Astorga y señor del promontorio Nerio y de las islas Cíes, en la costa de Galicia.
Fue ayo del príncipe Richimiro, hijo de Suintila, rey de los visigodos, y después aparece como obispo de Segovia. Desde el obispo Miniciano, que debió gobernar la diócesis de Segovia hacia el año 610, no se tiene noticia de otro obispo hasta que encontramos a Anserico, hacia el año 633. Sin embargo, no debe tenerse por sucesor de Miniciano, ya que Anserico debió ser consagrado obispo de la diócesis poco antes del año 633, a juzgar por el lugar que ocupa entre los asistentes al IV Concilio de Toledo, celebrado dicho año. También intervino activamente en los concilios de Toledo: V (636), VI (638), VII (646) y VIII (1653), en el que tuvo el primer lugar.
| Predecesor: Miniciano | Obispo de Segovia 633 - 653 | Sucesor: Sinduito |